# أنطونيو روتشا
أنطونيو روتشا (بالبرتغالية: António Rocha‏) هو شاعر برتغالي، ولد في 20 يونيو 1938 في لشبونة في البرتغال.